# Temoera
Temoera (Hebreeuws: תמורה, letterlijk verwisseling) is het zesde traktaat (masechet) van de Orde Kodasjiem (Seder Kodasjiem) van de Misjna en de Talmoed. Het beslaat zeven hoofdstukken.
Het traktaat Temoera gaat over de verwisseling van offerdieren (zie Lev. 27:10, 33) en andere voorschriften omtrent offers.
Temoera bevat alleen Gemara (rabbijns commentaar op de Misjna) in de Babylonische Talmoed, bestaande uit 34 folia en komt aldus in de Jeruzalemse Talmoed niet voor.